# پنج روز، پنج شب
پنج روز، پنج شب (روسی: Пять дней, пять ночей) فیلمی در ژانر جنگی به کارگردانی لف آرنشتام است که در سال ۱۹۶۱ منتشر شد.